# Lista dos maiores grupos de mídia do Brasil
Esta é uma lista dos maiores grupos de mídia do Brasil.
| Posição | Nome da empresa                   | Estado sede       | Faturamento      | Data dos dados |
| ------- | --------------------------------- | ----------------- | ---------------- | -------------- |
| 1       | Grupo Globo                       | Rio de Janeiro    | R$ 15,3 bilhões  | 2016           |
| 2       | Grupo Silvio Santos               | São Paulo         | R$ 5,9 bilhões   | 2017           |
| 3       | Grupo Abril                       | São Paulo         | R$ 4,5 bilhões   | 2013           |
| 4       | Grupo Folha                       | São Paulo         | R$ 2,7 bilhões   | 2010           |
| 5       | Grupo Record                      | São Paulo         | R$ 2,2 bilhões   | 2013           |
| 6       | Grupo Bandeirantes de Comunicação | São Paulo         | R$ 1,4 bilhão    | 2011           |
| 7       | Grupo RBS                         | Rio Grande do Sul | R$ 1,1 bilhão    | 2015           |
| 8       | Grupo Estado                      | São Paulo         | R$ 872,1 milhões | 2010           |
| 9       | Diários Associados                | Distrito Federal  | R$ 550,6 milhões | 2008           |
| 10      | Grupo Jovem Pan                   | São Paulo         | R$ 300 milhões   | 2019           |